# Osmia viridana
Osmia viridana är en biart som beskrevs av Morawitz 1874. Osmia viridana ingår i släktet murarbin, och familjen buksamlarbin.

## Underarter
Arten delas in i följande underarter:
- O. v. nicosiana
- O. v. rufispina
- O. v. viridana